# Rok Oblak (smučarski skakalec)
Rok Oblak, slovenski smučarski skakalec, * 16. julij 2001.
Oblak je član kluba SSK Norica Žiri. V kontinentalnem pokalu je debitiral 26. februarja 2022 v Planici in zasedel 45. mesto, v svetovnem pokalu pa je debitiral na kvalifikacijah 30. marca 2023 na Letalnici bratov Gorišek, na tekmi pa 19. januarja 2025 s 36. mestom v Zakopanah. 1. februarja se je prvič uvrstil med dobitnike točk svetovnega pokala z 29. mestom v Willingenu.